# Dumitru Pârvulescu
Dumitru Pârvulescu (14. června 1933, Lugoj – 9. dubna 2007, Bukurešť) byl rumunský zápasník věnující se zápasu řecko-římskému. Na olympijských hrách v Římě roku 1960 vyhrál v řecko-římském zápasu závod v muší váze (do 52 kilogramů) a stal se tak prvním rumunským zápasníkem v historii, který vybojoval olympijské zlato. Ve stejné váhové kategorii pak na příští olympiádě v Tokiu roku 1964 vybojoval bronz. Zúčastnil se i olympijských her v Helsinkách roku 1952 a v Melbourne roku 1956 (4. místo). Má ve sbírce též stříbro z mistrovství světa v Jokohamě, jež se konalo v roce 1961. Po skončení závodní kariéry se stal trenérem, vedl například Constantina Alexandrua nebo Vasile Andreie. Byl vyznamenán Řádem za zásluhy. Ke konci života vyhodil všechny své medaile a trofeje do popelnice.